# Cuckooland
Cuckooland – dziewiąty studyjny album Roberta Wyatta nagrany latem 2002 i wiosną 2003 oraz wydany we wrześniu 2003.

## Historia i charakter albumu
Po 6 latach od swojego ostatniego regularnego albumu (Shleep z 1997), Robert Wyatt wydał na przełomie września i października 2003 r. kolejny album. Płyta zebrała bardzo pozytywne recenzje (więcej szczegółów w sekcji "Linki zewnętrzne").
Album trwa ponad 75 minut, dlatego kompozycje zostały podzielone na dwie grupy przedzielone 30-sekundową ciszą.
Tematyka utworów jest bardzo różnorodna – od romansu Milesa Davisa i Juliette Gréco, który rozkwitł w Paryżu i skończył się w Nowym Jorku aż do bomby atomowej.
Na albumie znajduje się kilka współczesnych pieśni protestu m.in. dotyczących brytyjskiej polityki imigracyjnej oraz Hiroszimy i Nagasaki z odniesieniami do Mordechaia Vanunu i Iranu. Wyatt przedstawia wszelkie problemy w bardzo łagodny, melancholijny sposób, zupełnie pozbawiony napastliwości; po prostu przedstawia sprawę.
Aż pięć piosenek zostało skomponowanych do tekstów żony Wyatta – Alfie (Alfredy) Benge.
Chociaż Wyatt mógł ten album nagrać sam (jest znakomitym multiinstrumentalistą) zaprosił do pomocy m.in. Davida Gilmoura, Briana Eno, Paula Wellera, Annie Whitehead i Karen Mantler (córkę jazzowej pianistki Carli Bley). Dodało to muzyce Wyatta trochę obcych wpływów. 
Tytuł albumu mógł zostać zaczerpnięty ze sztuki Arystofanesa "Ptaki", w której pojawia się "kraina kukułki w chmurach", jako rejon idealnej szczęśliwości.

## Muzycy
- Robert Wyatt – śpiew (1–6, 8, 9, 10, 11, 12, 13, 14, 15), kornet (1, 12, 15), keyboard (1, 3, 15, 16), trąbka (2, 3, 5, 9, 11, 13, 115), instrumenty klawiszowe (2, 4, 5, 6, 8, 11, 12, 13), instrumenty perkusyjne (4, 5, 6, 8, 10, 12, 13), karenotron¹ (6), pianino (7, 9, 14), czynele (9), zabawki Eno (9),
- Gilad Atzmon – saksofon sopranowy (1), saksofon altowy (2), saksofon tenorowy (2), klarnet (2, 10, 16), sample saksofonowe z "Old Europe" (9), flet (10, 16)
- Annie Whitehead – puzon (1, 8, 9, 12, 14, 15)
- Tomo Hayakawa – gitara (3)
- Tomo Noro – śpiew (3)
- Brian Eno – ostatnia nuta (3), śpiew (4),
- David Gilmour – gitara (4)
- Yaron Stavi – kontrabas (4, 9, 10, 14, 16)
- Alfreda Benge – śpiew (4, 12)
- Jamie Johnson – śpiew (4), gitara basowa (12)
- Karen Mantler – śpiew (5, 10, 11, 13), harmonijka ustna (5, 10, 11, 13), keyboard (5), pianino (10), karenotron (10)
- Michael Evans – bębny
- Jennifer Maidman – akordeon (8), gitara akustyczna (16)
- Phil Manzanera – śpiew (9)
- Paul Weller – gitara (12)

¹ Instrument elektroniczny emitujący głos Karen Mantler

## Lista utworów
| A.  | Part One 'neither here...'                                                                      |       |
|     |                                                                                                 |       |
| 1.  | Just a Bit (Wyatt)                                                                              | 5:07¹ |
|     |                                                                                                 |       |
| 2.  | Old Europe (Benge/Wyatt)                                                                        | 4:16² |
|     |                                                                                                 |       |
| 3.  | Tom Hay's Fox (Wyatt)                                                                           | 3:32  |
|     |                                                                                                 |       |
| 4.  | Forest (Benge/Wyatt)                                                                            | 7:55³ |
|     |                                                                                                 |       |
| 5.  | Beware (K. Mantler)                                                                             | 5:09  |
|     |                                                                                                 |       |
| 6.  | Cockoo Madame (Benge/Wyatt)                                                                     | 5:08  |
|     |                                                                                                 |       |
| 7.  | Raining in My Heart (Boudleaux Bryant/Felice Bryant)                                            | 2:42  |
|     |                                                                                                 |       |
| 8.  | Lullaby for Hamza (Benge/Wyatt)                                                                 | 4:28  |
|     |                                                                                                 |       |
| -.  | cisza                                                                                           | 0:30  |
|     |                                                                                                 |       |
| .   | "Odpowiednie miejsce dla tych ze zmęczonymi uszami, aby przestać słuchać i zacząć znów później" |       |
|     |                                                                                                 |       |
| B.  | Part Two '....nor there'                                                                        |       |
|     |                                                                                                 |       |
| 9.  | Trickle Down (Wyatt)                                                                            | 6:47  |
|     |                                                                                                 |       |
| 10. | Insensaetz (Antonio Carlos Jobim/Vinicius DeMoraes)                                             | 4:20  |
|     |                                                                                                 |       |
| 11. | Mister E (K. Mantler)                                                                           | 4:20  |
|     |                                                                                                 |       |
| 12. | Lullaloop (Benge)                                                                               | 2:58  |
|     |                                                                                                 |       |
| 13. | Life Is Sheep (K. Mantler)                                                                      | 4:14  |
|     |                                                                                                 |       |
| 14. | Foreign Accents (Wyatt)                                                                         | 3:48  |
|     |                                                                                                 |       |
| 15. | Brian the Fox (Wyatt)                                                                           | 5:28  |
|     |                                                                                                 |       |
| 16. | La ahada yalam (No-One Knows) (Nizar Zreik)                                                     | 4:12  |
|     |                                                                                                 |       |
- ¹Piosenka dedykowana Richardowi Dawkinsowi
- ²Piosenka dedykowana Mike'owi Zwerinowi
- ³Piosenka dedykowana Romany Rose

## Opis płyty
- Producenci – Robert Wyatt, Jamie Johnson
- Data nagrania – lato 2002, wiosna 2003
- Studia i miejsca nagrań – Gallery Studio (Phila Manzanery), Londyn
- Inżynier – Jamie Johnson

z wyjątkiem pewnych partii kompozycji 1, 2, 3, 8, 9, 12, 15 nagranych przez Roberta Wyatta w jego domu w Louth
- Projekt artystyczny (okładka, wkładka itd) – Alfreda Benge z wykorzystaniem szkiców muzycznych z notesu Roberta Wyatta
- Projekt całości – Phil Smee
- Długość – 75:46
- Firma nagraniowa – Hannibal
- Data wydania – 29 września 2003 (według All Music Guide 7 października)
- Numer katalogowy – HNCD 1468